# رود فيليبس
رود فيليبس هو مقدم تلفزيوني كندي، ولد في 9 سبتمبر 1941 في Calmar, Alberta ‏ في كندا.